# Жуков, Рома
Рома́н Влади́мирович Жу́ков (известный как Рома Жуков) (род. 19 апреля 1967, Орёл) — советский и российский музыкант, певец и композитор, экс-участник группы «Мираж».

## Биография
Роман Жуков родился 19 апреля 1967 года в городе Орле. Окончил музыкальную школу в г. Махачкале, участвовал в оркестрe при городском Дворце пионеров и школьников. В 1984 году Роман переехал в Москву и поступил в авиационный самолётостроительный техникум. В то же время играл в самодеятельном ансамбле «Юность» на электрооргане и учился в музыкальном училище имени Гнесиных.
В 1987 Жукова приглашают клавишником в группу «Мираж». Тогда же он начинает сочинять песни вместе с Сергеем Кузнецовым — автором песен группы «Ласковый май». Как композитор-аранжировщик Роман принимает участие в записи первого магнитоальбома Светланы Разиной после её ухода из группы «Мираж». В 1988 году Роман уходит из группы и записывает дебютный альбом «Пыль мечты». Песни «Первый снег» и «Ночная даль» приносят ему первый успех и популярность. В поддержку альбома Жуков совершает большой гастрольный тур по городам России.
В 1989 году Роман создаёт группу «Маршал» и выпускает второй альбом «Максимальная версия дискотек». Песня «Я люблю вас, девочки, я люблю вас, мальчики» стала визитной карточкой исполнителя. В 1990 году коллектив дал более 500 концертов, и газета «Московский комсомолец» назвала Рому Жукова «супергастролёром». Третий альбом «Млечный путь» в 1991 году был выпущен более чем миллионным тиражом.
В 1993 году группа «Маршал» распалась, и Роман переехал в США.
С 1995 года он выступает для эмигрантов в Германии, а в конце 1995 года возвращается в Москву.
В 1996–1997 годах Рома Жуков живёт в Италии и записывает версии своего хита «Я люблю вас, девочки, я люблю вас, мальчики» на итальянском и английском языках.
Вернувшись в 1997 году в Россию, Роман организовывает собственную студию, самыми известными из записей которой стала серия «Легенды русского диско», и под псевдонимом «Немо» записывает альбом «Назад в будущее».
В 1999 году Рома издал под своим именем диск «Возвращение», включив в него аранжировки своих песен и несколько композиций из предыдущего альбома. Его песни вновь стали звучать в радиоэфире и приобрели поклонников. Осенью 1999 года уже в России официально выходит сборник песен Ромы Жукова 1990–1998 годов.
В 2002 году Рома записывает и представляет свои новые песни, а в 2003 году выходит новый альбом «Синий иней», в 2005 — «Пыль мечты».
В 2011 году Рома Жуков продюсирует певицу Paola (Ольга Афанасьева) и записывает ей четыре песни — «Напоминает», «Твой взгляд», «Цветы на асфальте» и совместную дуэтную песню «Переливы», на которую снимается видеоклип (реж. Елена Винярская).
В 2013 году, впервые за восемь лет выходит новый альбом Жукова «D.I.S.C.O.» В марте 2013 снимается видеоклип на заглавную песню альбома «Диско-ночь».
Осенью 2022 года стал участником 3-го сезона шоу «Суперстар! Возвращение» на канале НТВ.

## Личная жизнь
С 2005 года был женат на Елене Жуковой.
У пары родилось семеро детей, по желанию Елены все они родились в разных странах: Полина (в Москве), Елизавета-Виктория† (в Лондоне), Никита (в Лимасоле), Анжелика (в Лос-Анджелесе), София-Виктория (в Ницце), Виктория-Элизабет (в Сиднее) и Стивен Энтони (в Мюнхене). 19 июня 2012 года пятилетняя Елизавета-Виктория попала под качели в Москве и, получив несовместимую с жизнью открытую черепно-мозговую травму, умерла в больнице, не приходя в сознание. На момент гибели дочери и кремации тела родители вместе с Софией-Викторией находились в Австралии, ожидая рождения Виктории-Элизабет.
В 2017 году Жуков фактически ушёл из семьи, переехав жить в Сочи, где открыл свой ресторан.
19 апреля 2019 года между супругами состоялся развод.
21 августа 2020 года состоялась свадьба между Ромой Жуковым и моделью Ольгой Илларионовой.

## Дискография
- 1988: «Пыль мечты», магнитоальбом
- 1989: «Максимальная версия дискотек», магнитоальбом
- 1991: «Млечный путь», магнитоальбом
- 1991: «Милый мальчик», грампластинка (Орфей)
- 1994: «Я люблю вас, девочки, я люблю вас, мальчики» (Русское Снабжение)
- 1999: «Возвращение» (Master Sound Records)
- 2000: «Ты не верь мне...» (Master Sound Records)
- 2002: «Super Roma» (ULS Records)
- 2002: «Новое, лучшее» (R-Pro)
- 2003: «Фея» (Синтез Продакшн)
- 2003: «Синий иней» (Никитин)
- 2005: «Пыль мечты» (CD Land)
- 2013: «D.I.S.C.O.» (Квадро-Диск)

### Заимствования
|  | Композиция                  | Название оригинала, год выхода                                                   | Исполнитель оригинала     |
|  | --------------------------- | -------------------------------------------------------------------------------- | ------------------------- |
|  | «Звёздное Такси»            | «Andromeda» (1988), сюжет «Marcello the Mastroianni» (1988), синтезаторная фраза | Silicon Dream             |
|  | «Космический лифт»          | «Andrea» (1986)                                                                  | Manfred Schmitz           |
|  | «Млечный путь»              | «Lady In Black» «Magic Symphony»                                                 | Bad Boys Blue Blue System |
|  | «На крыльях ночь»           | «Rent» (1987)                                                                    | Pet Shop Boys             |
|  | «Первый снег»               | «Flames of Love» «Bolero»                                                        | Fancy                     |
|  | «Перелётные птицы»          | «Signs of Life» «I'm Not Scared» (1988)                                          | Pink Floyd Pet Shop Boys  |
|  | «Прости»                    | «Don's Break My Heart» (1988)                                                    | Silicon Dream             |
|  | «Пыль мечты»                | «Summer Night City» (1978)                                                       | ABBA                      |
|  | «Там, где я не был»         | «Trouble» (1989)                                                                 | Nia Peeples               |
|  | «Ты уходишь в дальний путь» | «Woman In Love» (1980)                                                           | Barbra Streisand          |
|  | «Фея»                       | «The Loco-Motion»                                                                | Kylie Minogue             |
|  | «Я люблю вас, девочки»      | «Funkytown»                                                                      | Lipps Inc                 |